# Anton Kerschbaumer (Theologe)

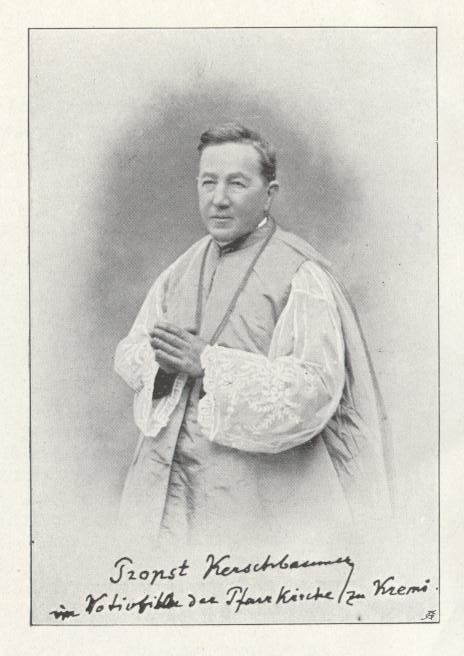
Propst Anton Kerschbaumer

Anton Kerschbaumer (* 24. August 1823 in Krems an der Donau; † 6. Februar 1909 ebenda) war ein katholischer Priester, Theologe, Historiker und niederösterreichischer Politiker.

## Leben und Wirken
Anton Kerschbaumers väterliche Vorfahren stammten aus Bayern. Er war der Sohn seines gleichnamigen Vaters, Gemeindebeamter in Krems und dessen Gattin Barbara geb. Fahrthofer aus Weinzierl bei Krems.
Kerschbaumer studierte am Priesterseminar der Diözese St. Pölten und erhielt 1846 die Priesterweihe. Von 1847 bis 1850 studierte er am Frintaneum in Wien und promovierte 1850 zum Dr. theol. 1851 bis 1871 war er Professor der Pastoraltheologie am bischöflichen Seminar in St. Pölten, unterbrochen von einem Studienaufenthalt in Rom, von Mai 1860 bis Mai 1861, den er mit einer Tätigkeit als Kaplan an der deutschen Nationalstiftung Collegio Teutonico di Santa Maria dell’Anima verband. Im Jahr 1871 wurde er Pfarrer in Tulln, 1880 dann Stadtpfarrer von Krems und Titularpropst von Stift Ardagger.
Kerschbaumer verfasste zahlreiche Bücher, u. a. eine zweibändige Diözesangeschichte (bis Bischof Matthäus Josef Binder). Er war beteiligt an der Gründung der Diözesanzeitschrift „Hippolytus“ und an der Gründung des Museums der Stadt Krems (1891). Kerschbaumer war Mitglied des Gemeinderates in Krems. 1878 wurde er in den Landtag von Niederösterreich gewählt.
In seinem Buch Missionarius apostolicus (1870) gibt der Prälat u. a. einen eindrucksvollen Bericht seines Besuches bei der Stigmatisierten Maria von Mörl im Jahr 1847.
Seit 1868 war er Ehrenmitglied der katholischen Studentenverbindung KDStV Winfridia Breslau im CV.
Der Priester war seit 1875 Ritter des Franz-Joseph-Ordens, trug das Kreuz III. Klasse des Ordens der Eisernen Krone und war Komtur des Ritterordens vom Heiligen Grab zu Jerusalem.

## Werke (Auswahl)
- Vita St. Severini, 1862
- Lehrbuch der Pastoral, 1863
- Bischof Feigerle, nach dem Leben geschildert, 1864; Komplettscan des Buches
- Kardinal Khlesl, 1865
- Pater familias, 1867
- Geschichte des deutschen Nationalhospizes Anima in Rom, 1868; Komplettscan des Buches
- Missionarius apostolicus, 1870
- Geschichte der Stadt Tulln, 1874
- Geschichte des Bistums St. Pölten, 2 Bände 1875/76
- Geschichte der Stadt Krems, Verlag Faber 1885; Komplettscan des Buches
- Kaleidoskop, Biographische Erinnerungen eines Achtzigjährigen, Wien 1906
- Dr. Anton Kerschbaumer, Autobiographie aus Anlass des diamantenen Jubeljahres, Wien 1906